# Pseudelyptron
Pseudelyptron là một chi bướm đêm thuộc họ Noctuidae.